# Estación de Abambres
La Estación Ferroviaria de Abambres es una plataforma desactivada de la Línea del Corgo, que servía a la zona de Abambres, en el ayuntamiento de Vila Real, en Portugal.

## Historia
Esta plataforma se localiza en el tramo entre las estaciones de Vila Real y Pedras Salgadas de la Línea del Corgo, que fue inaugurada el 15 de julio de 1907.
El tramo entre Vila Real y Chaves fue cerrado en 1990.